# Sdowbyzja (Riwne)
Sdowbyzja (ukrainisch Здовбиця; russisch Здолбица Sdolbiza, polnisch Zdołbica) ist ein Dorf im Süden der ukrainischen Oblast Riwne mit etwa 5000 Einwohnern (2004).

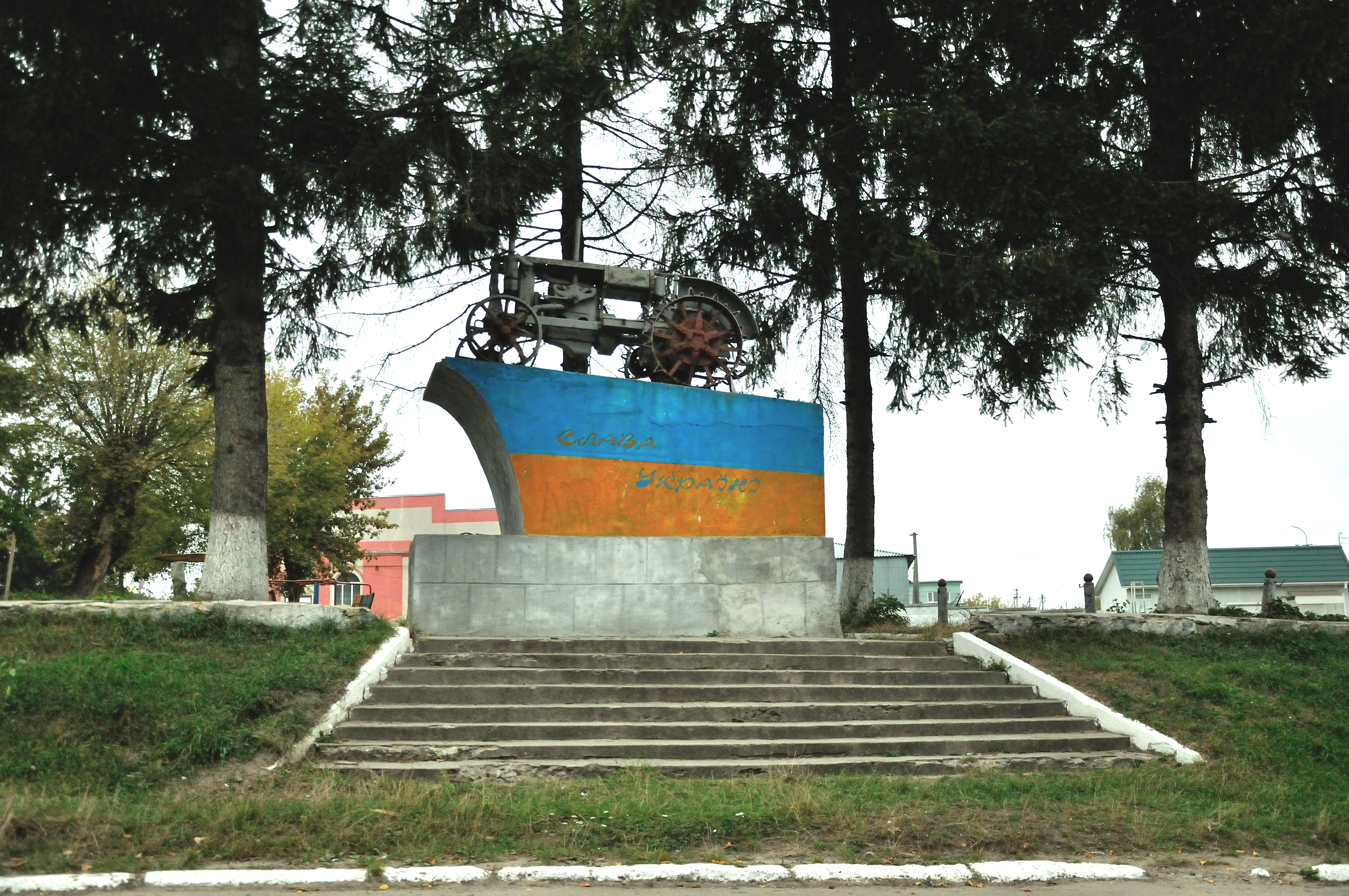
Denkmal in Sdowbyzja

Das 1487 gegründete Dorf liegt an der Regionalstraße P–05 und der Territorialstraße T–18–01. Das Dorf grenzt an den Süden des Stadtgebietes vom ehemaligen Rajonzentrum Sdolbuniw. Die Oblasthauptstadt Riwne befindet sich 20 km nördlich von Sdowbyzja.

## Geschichte
Die Ortschaft lag zunächst in der Adelsrepublik Polen-Litauen (Woiwodschaft Wolhynien), nach der 3. Teilung Polens kam das Dorf 1795 an das Gouvernement Wolhynien des Russischen Reiches. Nach dem Ende des Ersten Weltkrieges wurde die Ortschaft Teil der Zweiten Polnischen Republik (Woiwodschaft Wolhynien). Nach dem Ausbruch des Zweiten Weltkrieges wurde die Region durch die Sowjetunion und ab 1941 durch Deutschland besetzt, 1945 kam Sdowbyzja an die Ukrainische SSR innerhalb der Sowjetunion. Seit der Unabhängigkeit der Ukraine 1991 ist Sdowbyzja ein Teil derselben.

## Verwaltungsgliederung
Am 12. Juni 2020 wurde das Dorf zum Zentrum der neugegründeten Landgemeinde Sdowbyzja (Здовбицька сільська громада Sdowbyzka silska hromada). Zu dieser zählen noch die 14 in der untenstehenden Tabelle aufgelisteten Dörfer, bis dahin bildete es zusammen die Landratsgemeinde Sdowbyzja (Здовбицька сільська рада/Sdowbyzka silska rada) im Norden des Rajons Sdolbuniw.
Am 17. Juli 2020 wurde der Ort ein Teil des Rajons Riwne.
Folgende Orte sind neben dem Hauptort Sdowbyzja Teil der Gemeinde:
| Name                     | Name         | Name                             | Name                       | Name |
| ukrainisch transkribiert | ukrainisch   | russisch                         | polnisch                   |      |
| ------------------------ | ------------ | -------------------------------- | -------------------------- | ---- |
| Hiltscha Druha           | Гільча Друга | Гильча Вторая (Giltscha Wtoraja) | Hulcza Czeska              |      |
| Hiltscha Perscha         | Гільча Перша | Гильча Первая (Giltscha Perwaja) | Hulcza Włościańska         |      |
| Iwatschkiw               | Івачків      | Ивачков (Iwatschkow)             | Iwaczków                   |      |
| Jossypiwka               | Йосипівка    | Йосиповка (Jossipowka)           | Józefówka                  |      |
| Korschiw                 | Коршів       | Коршев (Korschew)                | Korszów                    |      |
| Kunyn                    | Кунин        | Кунин (Kunin)                    | Kunin                      |      |
| Lidawo                   | Лідаво       | Лидаво                           | Lidawa, Lidawa Włościańska |      |
| Myrotyn                  | Миротин      | Миротин (Mirotin)                | Mirotyn                    |      |
| Sahreblja                | Загребля     | Загребля (Sagreblja)             | Hłupanin                   |      |
| Salissja                 | Залісся      | Залесье (Salessje)               | Zalesie                    |      |
| Samlynok                 | Замлинок     | Замлынок                         | -                          |      |
| Ujisdzi                  | Уїздці       | Уездцы (Ujesdzy)                 | Ujeźdźce                   |      |
| Urwenna                  | Урвенна      | Урвенна                          | Urwena Włościańska         |      |
| Wjuniwschtschyna         | В'юнівщина   | Вьюновщина (Wjunowschtschina)    | -                          |      |